# Christian Dyot
Christian Dyot (ur. 24 lutego 1959) – francuski judoka. Olimpijczyk z Moskwy 1980, gdzie zajął piąte miejsce w wadze lekkiej.
Piąty na mistrzostwach świata w 1979. Zdobył trzy medale na mistrzostwach Europy w drużynie. Brązowy medalista igrzysk śródziemnomorskich w 1979 roku.
Jego brat Serge Dyot również był judoką i olimpijczykiem z Los Angeles 1984.

## Letnie Igrzyska Olimpijskie 1980
| Konkurencja | Eliminacje               | Eliminacje         | Repasaże                | Repasaże              | Finały                        | Klas. końcowa |
| Konkurencja | Przeciwnik I             | Przeciwnik II      | Przeciwnik I            | Przeciwnik II         | o 3. miejsce                  | Miejsce       |
| ----------- | ------------------------ | ------------------ | ----------------------- | --------------------- | ----------------------------- | ------------- |
| 71 kg       | Vojislav Vujević (YUG) Z | Ezio Gamba (ITA) P | Fahad Al-Farhan (KUW) Z | Kim Byong-gun (PRK) Z | Rawdangijn Dawaadalaj (MGL) P | 5.            |